# Muscle of Love
Muscle of Love je sedmé a zároveň poslední studiové album americké hard rockové skupiny Alice Cooper, vydané v roce 1973. Další alba byla vydávána již pod jménem zpěváka této skupiny.

## Seznam skladeb

### Strana 1
1. "Big Apple Dreamin' (Hippo)" (Alice Cooper, Glen Buxton, Michael Bruce, Dennis Dunaway, Neal Smith) – 5:10
2. "Never Been Sold Before" (Cooper, Buxton, Bruce, Dunaway, Smith) – 4:28
3. "Hard Hearted Alice" (Cooper, Bruce) – 4:53
4. "Crazy Little Child" (Cooper, Bruce) – 5:03

### Strana 2
1. "Working Up a Sweat" (Cooper, Bruce) – 3:32
2. "Muscle of Love" (Cooper, Bruce) – 3:45
3. "Man With the Golden Gun" (Cooper, Buxton, Bruce, Dunaway, Smith) – 4:12
4. "Teenage Lament '74" (Cooper, Smith) – 3:53
5. "Woman Machine" (Cooper, Buxton, Bruce, Dunaway, Smith) – 4:31

## Sestava
- Alice Cooper – zpěv
- Glen Buxton – sólová kytara
- Michael Bruce – rytmická kytara
- Dennis Dunaway – baskytara
- Neal Smith – bicí
- Mick Mashbir – kytara
- Steve "Deacon" Hunter – kytara
- Dick Wagner – kytara
- Bob Dolin – klávesy